# Ladislav Kareš
Ladislav Kareš (Praga, 19 novembre 1919 – 15 maggio 2001) è stato un calciatore cecoslovacco, di ruolo attaccante.

## Carriera

### Club
Detiene il record per il maggior numero di reti segnate in una stagione con la maglia del Bohemia, con 24 marcature messe a segno nella stagione 1943-1944. Segno in totale 163 reti in 191 partite nella massima serie cecoslovacca., che lo rendono il decimo miglior marcatore nella storia di quel campionato..

### Nazionale
Esordisce il 4 settembre 1949 contro la Bulgaria (1-3).